# Amin Mirzazadeh
Amin Mirzazadeh (in persiano امین میرزازاده‎; Gotvand, 8 gennaio 1998) è un lottatore iraniano, specializzato nella lotta greco-romana.

## Biografia
Ha rappresentato l'Iran ai Giochi olimpici estivi di Tokyo 2020, dove è stato estromesso dal tabellone principale del torneo dei 130 kg ai quarti, per superiorità tecnica, dal cubano Mijaín López, poi vincitore dell'oro olimpico (il quarto consecutivo). Agli ottavi aveva sconfitto il sudcoreano Kim Min-seok a punti. Ai ripescaggi ha battuto il moldavo Alin Alexuc-Ciurariu ai punti ed ha perso la finale per il bronzo contro il turco Rıza Kayaalp per 7-2.
Ai mondiali di Belgrado 2022 ha vinto l'argento, dopo la sconfitta in finale contro il turco Rıza Kayaalp.
Ai asiatici di Astana 2023 ha conquistato il tiolo continentale, battendo il cinese Meng Lingzhe in finale.
Si è laureato campione iridato a Belgrado 2023 in cui è riuscito a superare il turco Rıza Kayaalp.

## Palmarès
| Anno | Manifestazione             | Sede        | Evento | Risultato | Note |
| ---- | -------------------------- | ----------- | ------ | --------- | ---- |
| 2016 | Mondiali junior            | Mâcon       | 120 kg | 5º        |      |
| 2017 | Europei U23                | Szombathely | 130 kg | 5º        |      |
| 2018 | Campionati asiatici junior | Nuova Delhi | 130 kg | Oro       |      |
| 2018 | Mondiali junior            | Trnava      | 130 kg | Oro       |      |
| 2019 | Giochi mondiali militari   | Wuhan       | 130 kg | Bronzo    |      |
| 2020 | Campionati asiatici        | Nuova Delhi | 130 kg | Oro       |      |
| 2021 | Giochi olimpici            | Tokyo       | 130 kg | 5º        |      |
| 2021 | Mondiali U23               | Belgrado    | 130 kg | Oro       |      |
| 2022 | Mondiali                   | Belgrado    | 130 kg | Argento   |      |
| 2023 | Campionati asiatici        | Astana      | 130 kg | Oro       |      |
| 2023 | Mondiali                   | Belgrado    | 130 kg | Oro       |      |